# WZRC
紐約華語廣播電台（WZRC AM1480），又稱 AM1480，是一家位於紐約市的中波廣播電台。該電台全天以粵語播出新聞、談話節目，是美國為數不多的以粵語為主的廣播電台，亦是紐約唯一全天候廣播的中文電台。該電台現由多元文化廣播公司 (英語: Multicultural Radio Broadcasting) 經營。

## 節目表
| 時間  | 星期一                                                | 星期二                                                | 星期三                                                | 星期四                                                | 星期五                                                | 星期六                                       | 星期日                                         |
| 00:00 | 昇聲伴你心                                            | 一種關注（重播）                                      | 一種關注（重播）                                      | 一種關注（重播）                                      | 一種關注（重播）                                      | 一種關注（重播）                             | 菁心直話                                       |
| 00:30 | 中華五千年（轉播香港電台歷史教育廣播劇節目）          | 中華五千年（轉播香港電台歷史教育廣播劇節目）          | 中華五千年（轉播香港電台歷史教育廣播劇節目）          | 中華五千年（轉播香港電台歷史教育廣播劇節目）          | 中華五千年（轉播香港電台歷史教育廣播劇節目）          | 中華五千年（轉播香港電台歷史教育廣播劇節目） | 中華五千年（轉播香港電台歷史教育廣播劇節目）   |
| 01:00 | 浩蕩香城 第二季（重播）                               | 都市Phone In（重播）                                  | 都市Phone In（重播）                                  | 都市Phone In（重播）                                  | 都市Phone In（重播）                                  | 都市Phone In（重播）                         | 雜誌式音樂節目 - M（重播）                     |
| 03:00 | 一週新聞面面觀（重播）                                | 浩圻 Talk（重播）                                     | 90後，隨意噏（重播）                                  | 港美兩地情（重播）                                    | 素營生活（重播）                                      | 東西新匯線（重播）                           | Super Idol Chat Chat Chat - 偶像名人堂（重播） |
| 04:00 | 浩圻 Talk（重播）                                     | 理財新天地（重播）                                    | 聽眾服務（重播）                                      | 聽眾服務（重播）                                      | 聽眾服務（重播）                                      | 聽眾服務（重播）                             | 體壇事件簿（重播）                             |
| 04:30 | 浩圻 Talk（重播）                                     | 理財新天地（重播）                                    | 唔係講笑（重播）                                      | 唔係講笑（重播）                                      | 唔係講笑（重播）                                      | 唔係講笑（重播）                             | 唔係講笑（重播）                               |
| 05:00 | 五點家常話（重播）                                    | 巴巴閉閉Afternoon（重播）                             | 巴巴閉閉Afternoon（重播）                             | 樂在昇中（重播）                                      | 有聲有戲昇圻四（重播）                                | 巴巴閉閉Afternoon（重播）                    | 開心無敵叻Party（重播） 我想知就知             |
| 06:00 | 受之有道（重播，轉播洛杉磯AM1430節目）                | 受之有道（重播，轉播洛杉磯AM1430節目）                | 受之有道（重播，轉播洛杉磯AM1430節目）                | 受之有道（重播，轉播洛杉磯AM1430節目）                | 受之有道（重播，轉播洛杉磯AM1430節目）                | 中華五千年（轉播香港電台歷史教育廣播劇節目） | 中華五千年（轉播香港電台歷史教育廣播劇節目）   |
| 07:00 | 非常早晨                                              | 非常早晨                                              | 非常早晨                                              | 非常早晨                                              | 非常早晨                                              | 粵樂。悅樂                                   | 千連芯戲曲雅集（轉播洛杉磯AM1430節目）         |
| 08:00 | 非常早晨                                              | 非常早晨                                              | 非常早晨                                              | 非常早晨                                              | 非常早晨                                              | 快樂星期六                                   | 開心星期天 開心補習班                          |
| 09:00 | 都市Phone In （10:00起華語電視同步直播）              | 都市Phone In （10:00起華語電視同步直播）              | 都市Phone In （10:00起華語電視同步直播）              | 都市Phone In （10:00起華語電視同步直播）              | 都市Phone In （10:00起華語電視同步直播）              | 快樂星期六                                   | 開心星期天 開心補習班                          |
| 10:00 | 都市Phone In （10:00起華語電視同步直播）              | 都市Phone In （10:00起華語電視同步直播）              | 都市Phone In （10:00起華語電視同步直播）              | 都市Phone In （10:00起華語電視同步直播）              | 都市Phone In （10:00起華語電視同步直播）              | 吃喝玩樂WeWeChat                             | 演陽妙法                                       |
| 10:30 | 都市Phone In （10:00起華語電視同步直播）              | 都市Phone In （10:00起華語電視同步直播）              | 都市Phone In （10:00起華語電視同步直播）              | 都市Phone In （10:00起華語電視同步直播）              | 都市Phone In （10:00起華語電視同步直播）              | 精選廣場                                     | 開心星期天 開心補習班                          |
| 11:00 | 早霸王（轉播香港商業電台叱咤903晨間節目）             | 早霸王（轉播香港商業電台叱咤903晨間節目）             | 早霸王（轉播香港商業電台叱咤903晨間節目）             | 早霸王（轉播香港商業電台叱咤903晨間節目）             | 早霸王（轉播香港商業電台叱咤903晨間節目）             | 雜誌式音樂節目 - M                           | 飛行智者                                       |
| 12:00 | 早霸王（轉播香港商業電台叱咤903晨間節目）             | 早霸王（轉播香港商業電台叱咤903晨間節目）             | 早霸王（轉播香港商業電台叱咤903晨間節目）             | 早霸王（轉播香港商業電台叱咤903晨間節目）             | 早霸王（轉播香港商業電台叱咤903晨間節目）             | 雜誌式音樂節目 - M                           | 一週新聞面面觀                                 |
| 13:00 | 理財新天地                                            | 聽眾服務                                              | 聽眾服務                                              | 聽眾服務                                              | 聽眾服務                                              | 雜誌式音樂節目 - M                           | 飛行智者                                       |
| 13:30 | 理財新天地                                            | 一種關注（轉播洛杉磯AM1430節目）                      | 一種關注（轉播洛杉磯AM1430節目）                      | 一種關注（轉播洛杉磯AM1430節目）                      | 一種關注（轉播洛杉磯AM1430節目）                      | 雜誌式音樂節目 - M                           | 一種關注（轉播洛杉磯AM1430節目）               |
| 14:00 | 新聞專輯                                              | 新聞專輯                                              | 新聞專輯                                              | 新聞專輯                                              | 新聞專輯                                              | 體壇事件簿                                   | 港美兩地情                                     |
| 14:30 | 十八樓C座（轉播香港商業電台雷霆881廣播劇節目）        | 十八樓C座（轉播香港商業電台雷霆881廣播劇節目）        | 十八樓C座（轉播香港商業電台雷霆881廣播劇節目）        | 十八樓C座（轉播香港商業電台雷霆881廣播劇節目）        | 十八樓C座（轉播香港商業電台雷霆881廣播劇節目）        | 體壇事件簿                                   | 港美兩地情                                     |
| 15:00 | 百年武俠翹楚話金庸                                    | 巴巴閉閉Afternoon                                     | 樂在昇中                                              | 有聲有戲昇圻四                                        | 巴巴閉閉Afternoon                                     | 體壇事件簿                                   | 女生宿舍                                       |
| 16:00 | 熱線服務 / AM1480直播室                               | 熱線服務 / AM1480直播室                               | 熱線服務 / AM1480直播室                               | 熱線服務 / AM1480直播室                               | 熱線服務 / AM1480直播室                               | 首爾直航                                     | 女生宿舍                                       |
| 17:00 | 受之有道（轉播洛杉磯AM1430節目）                      | 受之有道（轉播洛杉磯AM1430節目）                      | 受之有道（轉播洛杉磯AM1430節目）                      | 受之有道（轉播洛杉磯AM1430節目）                      | 受之有道（轉播洛杉磯AM1430節目）                      | 90後，隨意噏                                 | 五點家常話                                     |
| 18:00 | 開心無敵叻Party 我想點就點                            | Super Idol Chat Chat Chat - 偶像名人堂                | 開心無敵叻Party 我想玩就玩                            | 開心無敵叻Party 我想玩就玩                            | 東西新匯線 （與洛杉磯AM1430聯播）                     | 點紅點綠你點我點                             | 點紅點綠你點我點                               |
| 19:00 | 開心無敵叻Party 我想點就點                            | 開心無敵叻Party 我想Chat就Chat                        | 開心無敵叻Party 我想玩就玩                            | 開心無敵叻Party 我想玩就玩                            | 開心無敵叻Party 無敵樂壇新世紀                        | 安圻's Time                                  | 素營生活                                       |
| 20:00 | Bad Girl佬（轉播香港商業電台叱咤903夜間娛樂清談節目） | Bad Girl佬（轉播香港商業電台叱咤903夜間娛樂清談節目） | Bad Girl佬（轉播香港商業電台叱咤903夜間娛樂清談節目） | Bad Girl佬（轉播香港商業電台叱咤903夜間娛樂清談節目） | Bad Girl佬（轉播香港商業電台叱咤903夜間娛樂清談節目） | 浩圻 Talk                                    | 浩圻 Talk                                      |
| 21:00 | 唔係講笑                                              | 唔係講笑                                              | 唔係講笑                                              | 唔係講笑                                              | 唔係講笑                                              | 浩蕩香城 第二季                              | 一週趣聞大盤點                                 |
| 21:30 | 浩夜之帝國速遞                                        | 棋文趣事                                              | 星空下的深情                                          | 飛行智者                                              | 浩蕩香城之香城速遞                                    | 浩蕩香城 第二季                              | 一週趣聞大盤點                                 |
| 22:00 | 浩夜 Ho Yeah！                                        | 棋文趣事                                              | 星空下的深情                                          | 飛行智者                                              | 浩夜 Ho Yeah！                                        | 浩蕩香城 第二季                              | 一週趣聞大盤點                                 |
| 23:00 | 浩夜 Ho Yeah！                                        | 棋文趣事                                              | 星空下的深情                                          | 飛行智者                                              | 浩夜 Ho Yeah！                                        | 浩蕩香城 第二季                              | 一週趣聞大盤點                                 |

*來自AM1480官方網頁